# NGC 18
NGC 18 és una estrella doble que es troba a la constel·lació del Pegàs.